# Blackout (album de Dropkick Murphys)
Pour les articles homonymes, voir Blackout.
Albums de Dropkick Murphys
Live on St. Patrick's Day
(2003) The Warrior's Code
(2005)
Blackout est le quatrième album studio du groupe Dropkick Murphys sorti en 2003. Le CD fut accompagné d'un DVD contenant des versions live de Rocky Road to Dublin et Boys on the Dock, un clip de la chanson Gonna Be a Blackout Tonight, ainsi qu'une bande annonce pour leur prochain DVD intitulé On The Road With The Dropkick Murphys.
L'album fut aussi sorti en vinyle, contenant 5 morceaux de l'album plus une reprise d'AC/DC, It's a Long Way to the Top (If You Wanna Rock 'n' Roll).
La chanson Time to go rend hommage aux Bruins de Boston de Ligue nationale de hockey (LNH). Le morceau sort en tant que CD promotionnel pour les Bruins et apparait également dans les jeux vidéo Tony Hawk's Underground et NHL 2005.

## Liste des chansons
1. Walk Away – 2:51
2. Worker's Song (Ed Pickford) – 3:32
3. The Outcast – 3:10
4. Black Velvet Band (Chanson traditionnelle, Dropkick Murphys) – 3:03
5. Gonna Be a Blackout Tonight (Woody Guthrie, Dropkick Murphys) – 2:39
6. World Full of Hate – 2:22
7. Buried Alive – 1:57
8. The Dirty Glass – 3:38
9. Fields of Athenry (Pete St. John) – 4:24
10. Bastards on Parade – 3:50
11. As One – 3:01
12. This Is Your Life – 3:43
13. Time to Go – 2:53
14. Kiss Me, I'm Shitfaced – 5:34

## Membres
- Al Barr – chant
- Ken Casey – basse, chant
- Matt Kelly – batterie, tambour (bodhran), chant
- James Lynch – guitare, chant
- Marc Orrell – guitare, accordéon, chant
- Joe Delaney – cornemuse
- Stephanie Dougherty – chant sur The Dirty Glass
- Ryan Foltz - mandoline,  tin whistle